# Scaphytopius fulvus
Scaphytopius fulvus är en insektsart som beskrevs av Henry Fairfield Osborn 1905. Scaphytopius fulvus ingår i släktet Scaphytopius och familjen dvärgstritar. Inga underarter finns listade i Catalogue of Life.